# Lion (Allondon)
Der Lion ist ein kleiner Fluss in Frankreich, der im Département Ain in der Region Auvergne-Rhône-Alpes verläuft. Er entspringt an der Gemeindegrenze von Ségny und Ornex, entwässert generell in südwestlicher Richtung durch die Landschaft Pays de Gex und mündet nach rund zehn Kilometern im Gemeindegebiet von Saint-Genis-Pouilly, wenige hundert Meter von der Grenze zur Schweiz entfernt, als linker Nebenfluss in den Allondon.

## Orte am Fluss
- Maconnex (Gemeinde Ornex)
- Vesegnin (Gemeinde Prévessin-Moëns)
- Saint-Genis-Pouilly

## Forschungsstätten
Nahe der Ortschaft Vesegnin (Gemeinde Prévessin-Moëns) liegen am Flussufer Labor- und Forschungsstätten des CERN.